# تيري ماكدونو
تيري ماكدونو (بالإنجليزية: Terry McDonough)‏ هو مخرج تلفزيوني بريطاني.

## وصلات خارجية
- تيري ماكدونو في قاعدة بيانات الأفلام على الإنترنت